# Noordzeestrand (nummer)
Noordzeestrand is een single van Rocco Granata, een zanger die uit Italië afkomstig is en op 10-jarige leeftijd met zijn familie naar Vlaanderen emigreerde. Het Nederlandstalige nummer, dat vertelt hoe hij zich thuis voelt in zijn nieuwe vaderland, werd in 1964 uitgebracht en in 1979 opnieuw uitgebracht.

## Hitnotering
Het nummer werd met een 9e plaats in de Vlaamse Ultratop 50 een hit in Vlaanderen en met een 18e plaats in de Nederlandse Top 40 een wat kleinere hit in Nederland.
| Noordzeestrand     | Noordzeestrand        | Noordzeestrand | Noordzeestrand | Noordzeestrand | Noordzeestrand | Noordzeestrand | Noordzeestrand | Noordzeestrand | Noordzeestrand | Noordzeestrand | Noordzeestrand | Noordzeestrand   |
| Hitlijst           | Datum van binnenkomst | Week:          | 1              | 2              | 3              | 4              | 5              | 6              | 7              | 8              | 9              | Laatste notering |
| ------------------ | --------------------- | -------------- | -------------- | -------------- | -------------- | -------------- | -------------- | -------------- | -------------- | -------------- | -------------- | ---------------- |
| Nederlandse Top 40 | 09-01-1965            | Positie:       | 34             | 18             | 19             | 19             | 19             | 18             | 19             | 22             | 26             | 06-03-1965       |